# Kévin Constant
Kévin Constant (Fréjus, 1987. május 15. –) korábbi labdarúgó, posztját tekintve középpályásként illetve balhátvédként szerepelt. A Toulouse utánpótlásában nevelkedett, innen szerződött 2008-ban aChâteauroux-hoz. 2010-ben Olaszországba igazolt, ahol a Chievo, a Genoa és a Milan csapataiban is megfordult. A török Trabzonspornál tett kitérőt követően a Bologna színeiben visszatért az olasz bajnokságba, majd 2017-ben a svájci Sion játékosa lett. 2019-ben az iráni Tractor Sazihoz igazolt, ám sosem lépett pályára a klub színeiben. A guineai válogatottban 24 mérkőzésen 4 gólt szerzett.

## Klubkarrier

### Toulouse FC
Constant a klub utánpótlásában nevelkedett, 2006-ban került fel az első csapathoz.

### Châteauroux
2008-ban a Ligue 2-ben szereplő LB Châteauroux csapatához igazolt.

### Chievo Verona
2010-ben kölcsönben a Chievóhoz került, 2011 nyarán pedig véglegesítették a szerződését. 

### Genoa
2011. július 1-jén Constant 5,6 millió euróért cserébe a Genoához került, míg Francesco Acerbi és Ivan Fatic ellentétes utat járt be. Acerbiért a Genoa korábban 2,2 millió eurót fizetett a Regginának, ezzel Constant értéke 8 millió euróra nőtt.

### Milan
2012. június 20-án Constant egy vásárlási opciót tartalmazó kölcsönszerződés keretein belül az AC Milanhoz került. 2013. január 26-án Constant 4 millió euróért a Milan és a Genoa közös tulajdonába került, miközben Acerbi hasonló jellegű megállapodását ugyanennyiért megszüntették. 2013. július 27-én a a Milan további 6 millió euróért végleg megszerezte Constantot, majd ugyanaznap 3,5 millió euróért eladta Rodney Strassert a Genoának.
2013 júliusában, a Sassuolo elleni TIM Kupa-mérkőzésen rasszista bekiabálásokra hivatkozva lement a pályáról. Az Olasz labdarúgó-szövetség 30 ezer euróra megbüntette a Sassuolót, a rendőri vizsgálat azonban semmilyen bizonyítékot nem talált az ügyben.

### Trabzonspor
2014 nyarán Constant 2,5 millió euróért a török élvonalbeli Trabzonsporhoz igazolt. A csapat színeiben aRosztov elleni Európa-liga-selejtezőn mutatkozott be. Szerződését végül 2015. november 18-án felbontották.

### Bologna
2016 februárjában Constant visszatért Olaszországba és a Bologna játékosa lett. Bár eredetileg két és fél évre írt alá, már a nyáron távozott a klubtól.

### Tractor
2019. január 4-én Constant három és fél éves szerződést kötött az iráni Tractor Sazival. Júniusban felbontották a szerződését, miután megbukott egy orvosi vizsgálaton.

### Visszavonulás
2020 januárjában, személyes okokra hivatkozva, mindössze 32 évesen bejelentette a visszavonulását.

### A válogatottban
2004-ben a francia U17-es válogatottban szerepelt.
Édesanyja révén jogosult volt arra, hogy a guineai válogatottban játsszon, 2007. október 14-én pedig egy Szenegál elleni, 3-1-re elveszített barátságos mérkőzésen be is mutatkozott a csapatban. A válogatottban összesen öt gólt szerzett, köztük egyet a 2015-ös Afrikai Nemzetek Kupáján, Mali ellen. 